# Caspar Neher
Caspar Neher (Rudolf Ludwig Caspar Neher) ( 11 de abril de 1897, Augsburgo, Baviera- 30 de junio de 1962, Viena) fue un escenógrafo y libretista austro-alemán conocido principalmente por su asociación profesional con Bertolt Brecht.
Nativos de la ciudad bávara, fue compañero escolar de Brecht, se separaron durante la Primera Guerra Mundial, en la que por su desempeño fue condecorado con la Cruz de Hierro el 2 de febrero de 1918.
Estudió con Angelo Jank en la Academia de Bellas Artes de Múnich. debutando en 1922 en el Munich Kammerspiele.
Se casó el 18 de agosto de 1923 con Erika Tornquist - hija del géologo hamburgués Alexander Tornquist -en Graz. madre de su hijo Georg nacido en 1924.
Fue director de escena del Konzerthaus Berlin. y en el Grillo-Theater de Essen